# Pomme de terre de Noirmoutier

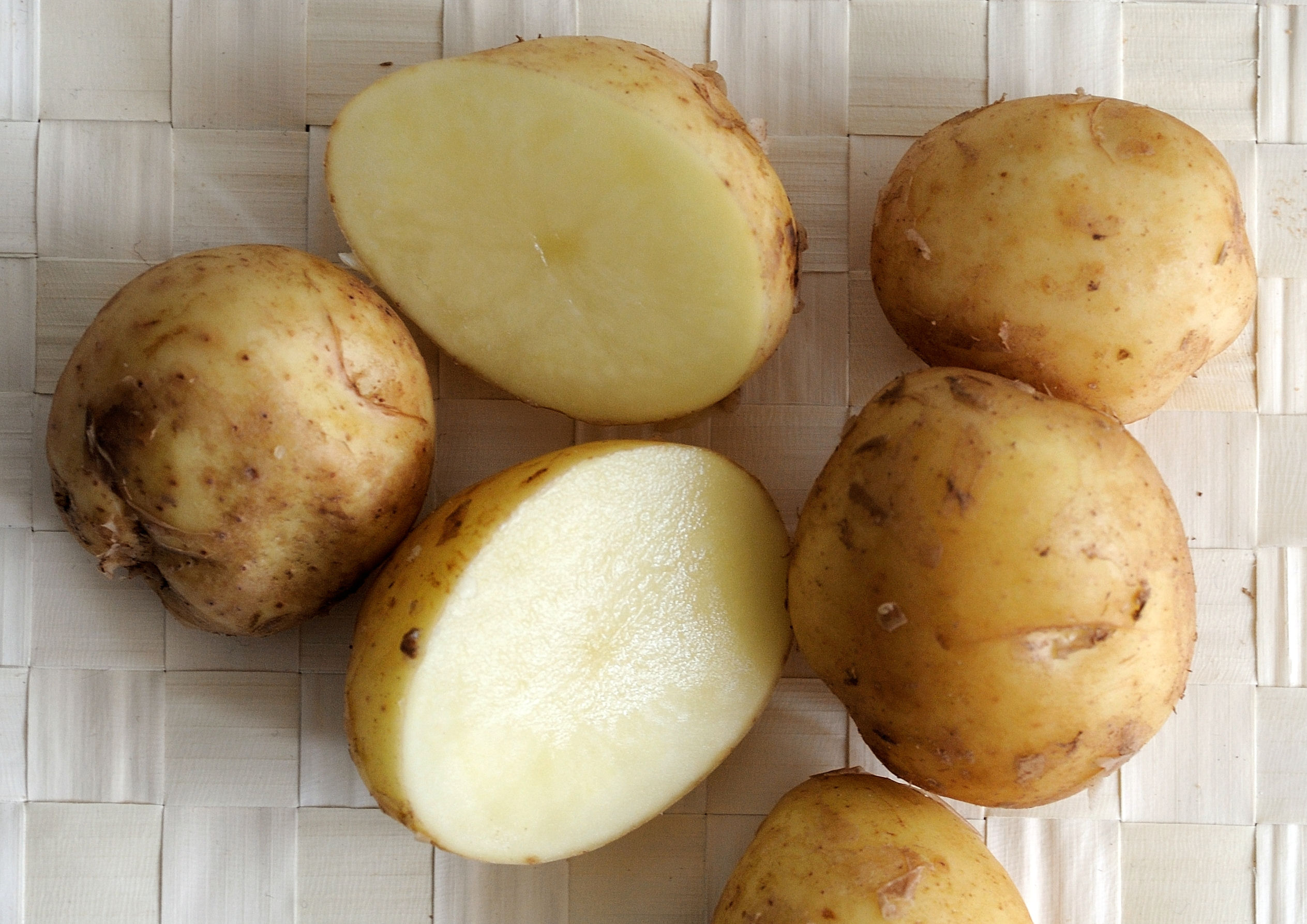
Pommes de terre primeurs de l'île de Noirmoutier : cultivar ’Bonnotte’.

La pomme de terre de Noirmoutier est une indication géographique protégée (IGP) qui s'applique à une production de pommes de terre primeurs cultivée dans l'île de Noirmoutier (France).
L'appellation « Pomme de terre de Noirmoutier » a été inscrite dans la liste des indications géographiques protégées de l'Union européenne en vertu du règlement d'exécution n° 2020/908 de la Commission du 24 juin 2020. Un cahier des charges fixe les caractéristiques du produit et les conditions applicables à la production, la récolte et la commercialisation, les variétés autorisées et l'aire géographique. Parmi les variétés autorisées figurent notamment la ‘Sirtema’ et la ‘Bonnotte’.
Cette appellation concerne 25 producteurs qui cultivent 450 hectares et produisent 1 100 tonnes de pommes de terre par an.
L'aire géographique de l'appellation comprend quatre communes de l'île de Noirmoutier : Noirmoutier-en-l'Île, L'Épine, La Guérinière et Barbâtre. 